# 고대철학

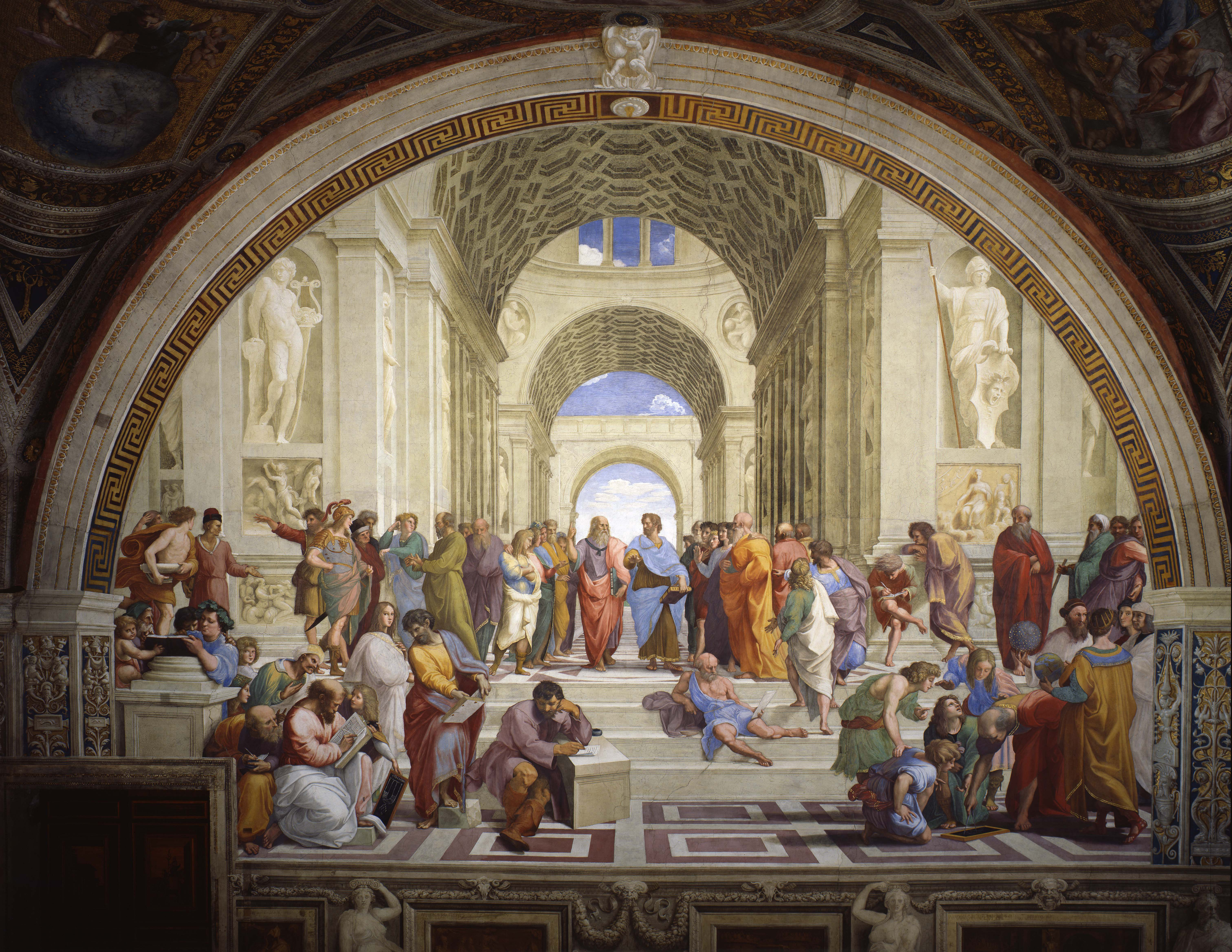

이 문서는 고대철학에 링크 중 일부를 담고 있다. 서양 철학에서는 로마제국을 통한 기독교의 확장이 헬레니즘 철학의 시대가 끝나고 중세 철학의 시작을 이끌었다.

## 서양 철학
- 철학자의 이름을 클릭하면 한국어 문서가 있는 경우에 해당 철학자 문서가 나온다.

## 같이 보기
- 지혜문학